# 莎卡莉·理查森
莎卡莉·理查森（英語：Sha'Carri Richardson，/ʃəˈkɛri/ shə-KERR-ee；2000年3月25日—），美国女子田径运动员，主攻100米和200米短跑。理查德森于2019年成名，当时她还是路易斯安那州立大学的一名新生，在NCAA一区锦标赛上以10秒75的成绩打破了100米大学生纪录。这一夺冠成绩使她在19岁时成为历史上跑得最快的十位女性之一。
2021年4月，理查德森跑出10秒72的新个人最好成绩，成为当时史上第六快和第四快的美国女子选手。并获得了代表美国队参加2020年东京奥运会女子100米比赛资格。7月1日，有报道称理查德森在东京奥运会美国选拔赛100米决赛后被检测出大麻阳性，导致其夺冠成绩无效，并失去了参加奥运会的资格。2023年7月，她在2023年美国室外田径锦标赛上以10秒82的成绩获得女子100米全美冠军。
理查森在布达佩斯举行的2023年世界田径锦标赛女子100米比赛上以10秒65的成绩夺得100米金牌。

## 主要成绩

### 国际比赛
| 年   | 賽事          | 舉辦城市         | 名次 | 項目        | 時間                |
| ---- | ------------- | ---------------- | ---- | ----------- | ------------------- |
| 2017 | 泛美U20锦标赛 | 特鲁希略, 秘鲁   | 1    | 4×100米接力 | 44.07               |
| 2023 | 世界锦标赛    | 布达佩斯, 匈牙利 | 1    | 100米       | 10.65 CR (-0.2 m/s) |

### 巡回赛成绩
- 钻石联赛
  - 2023：钻石联赛多哈站 (WL MR)